# Pycnophallium cohaerens
Pycnophallium cohaerens är en fjärilsart som beskrevs av Otto Staudinger 1889. Pycnophallium cohaerens ingår i släktet Pycnophallium och familjen juvelvingar. Inga underarter finns listade.